# حارة الواد
حارة الواد أحد حارات الحي الإسلامي في البلدة القديمة لمدينة القدس. وتقع هذة الحارة في وسط المدينة وهي امتداد لباب العمود وتنتهى عند مدخل حائط البراق، ويوجد بها الكثير من المعالم الاثرية الإسلامية ومقامات الاولياء، وهي من الحارات المستهدفة جدا من الإحتلال الإسرائيلي، حيث قامت في هذا الحي العديد من المدارس الدينية اليهودية من خلال البيوت المصادرة، وكذلك قام رئيس الوزراء الإسرائيلي الأسبق شارون بتاسيس بيت له في هذا الحي.